# Sportart
Als Sportart wird im engeren Sinne jede einzelne Ausprägungsform des Sports bezeichnet, die durch bestimmte Wettkampfregeln und Wettkampfbedingungen institutionalisiert und in Sportvereinen, vor allem aber in einem Sportfachverband, organisiert ist.
Jede Sportart als Gattungsbegriff wird wiederum in einzelne Sportdisziplinen eingeteilt wie beispielsweise Bodenturnen als Disziplin der Sportart Kunstturnen, Abfahrtslauf als Disziplin der Sportart Skilauf und Zweierkanadier als Disziplin des Wildwasserrennsports. In Deutschland entscheidet der Deutsche Olympische Sportbund (DOSB), ob eine neue Sportart der Aufnahmeordnung entspricht und sportliche und organisatorische Voraussetzungen erfüllt. Eine Sportart muss „eine eigene, sportartbestimmende motorische Aktivität“ sein. Das ist „bei Denkspielen, Bastel- und Modellbautätigkeit, [...] Dressur von Tieren [...] und Bewältigung technischen Geräts ohne Einbeziehung der Bewegung des Menschen“ nicht der Fall.

## Kategorien von Sportarten
Sportarten lassen sich nach bestimmten Gesichtspunkten in verschiedene Kategorien einteilen. Es gibt aber keine offiziellen Klassifikationen.
Einige Ordnungsmöglichkeiten:
| Klassifikation             | Sportart |
| -------------------------- | --- |
| Organisationsform          | Individualsport, Mannschaftssport |
| Sportgerät                 | Ballsport, Gerätturnen, Hockeysport, Radsport, Rollsport, Skisport, Sportschießen |
| Austragungsort             | Bergsport, Feldsport, Hallensport, Luftsport, Rasensport, Strandsport, Wassersport |
| Jahreszeit                 | Sommersport, Wintersport |
| Lebensalter                | Jugendsport, Schulsport, Seniorensport |
| Art der Durchführung       | Ausdauersport, Funsport, Kraftsport, Präzisionssport, Sportspiel, Sprint, Trendsport |
| Art der Auseinandersetzung | Kampfsport, Rennsport |
| Region                     | (ursprünglich) autochthone Sportarten: Baumstammwerfen, Bogenschießen, Ringen |
| Hauptbeanspruchung (Typ)   | Denksport, Körperlicher Sport, Motorsport, Tiersport (z. B. Pferdesport und Hundesport) |
| Zweck und Intensität       | Breitensport und Leistungssport |
| Teilnehmer                 | Amateursport, Arbeitersport, Betriebssport, Behindertensport, Feuerwehrsport, Hochschulsport, Jugendsport, Militärsport, Polizeisport, Profisport, Seniorensport, Frauensport (z. B. Roller Derby), Männersport (z. B. Skifliegen) |

Keine Einteilungsmöglichkeit kann ausschließen, dass eine Sportart in mehreren Kategorien auftaucht: Radpolo etwa ist sowohl eine Ball- als auch eine Radsportart.

## Systematisierung der Sportarten
Ausgehend von der psychomotorischen Bedeutung des Sports hat Pierre Parlebas ein System der Praxeologie des Sports aufgestellt, in dem jede Sportart(-disziplin) auf maximal drei Koordinaten dargestellt werden kann. Parlebas steht damit in einer langen Tradition französischer Sportpädagogen, die einen soziologischen und psychomotorischen Ansatz verfolgen:
- Individuell (der Psychomotorik zugeordnet) oder Mannschaft (der Soziomotorik zugeordnet);
- Anwesenheit von Partner(n)(=P) oder Gegner(n)(=A);
- Ungewissheit durch Umgebung/Spielfeld (=I).

Fußball ist damit heute eine PA-Sportart (ohne I, da die Fußballplätze standardisiert sind).
Generell gibt es eine Tendenz, die Sportarten immer stärker zu standardisieren, wodurch in einer Gegenrichtung immer mehr neue Trendsportarten entstehen, die durch Auseinandersetzung mit der Natur der Standardisierung entgegenwirken. So waren im 19. Jahrhundert Crosslauf und Bahn-Leichtathletik annähernd gleichberechtigt. Die Aschenbahnen wurden immer besser, bis durch die Kunststoffbahnen kaum noch saisonklimatische Unterschiede feststellbar sind.

## Populäre Sportdisziplinen
Populär ist eine Sportdisziplin, wenn sie auf Großveranstaltungen vorgeführt wird, die Massenmedien beschäftigt und hohe Einschaltquoten in Radio und Fernsehen erreicht.
Die Popularität von Sportdisziplinen ist aufgrund kultureller Entwicklung teilweise sehr stark national geprägt. Nur wenige Sportarten können eine weltweite Bedeutung vorweisen. Grundsätzlich muss dabei zwischen der Ausübung und dem Zuschauen einer Sportdisziplin unterschieden werden, wobei zweifelsohne ein Zusammenhang besteht zwischen der eigenen Ausübung eines Sports und deren Anhängerschaft (Fans).

### Deutschland
Eine weitere Messgröße kann die Mitgliederzahl in Sportvereinen darstellen, wobei zu berücksichtigen ist, dass nicht jedes Mitglied auch aktiv Sport betreibt und sehr viel mehr Nichtmitglieder als Zuschauer fungieren.
| Sportart        | Sportvereinsmitglieder in Mio. |
| --------------- | ------------------------------ |
| Fußball         | 7,0                            |
| Turnen          | 5,0                            |
| Tennis          | 1,3                            |
| Schützenvereine | 1,3                            |
| Alpenvereine    | 1,1                            |
| Leichtathletik  | 0,8                            |
| Handball        | 0,76                           |
| Reitsport       | 0,6                            |
| Golf            | 0,6                            |
| Schwimmsport    | 0,56                           |

Quelle: Deutscher Olympischer Sportbund, 2020

### Weltweit
Im Gegensatz zu Deutschland werden nicht die Vereinsmitglieder, sondern meist die Zuschauerzahlen bei Veranstaltungen und im Fernsehen gezählt.
| Sportart          | Zuschauer in Mio. |
| ----------------- | ----------------- |
| Fußball           | 4.000             |
| Cricket           | 2.500             |
| Feldhockey        | 2.000             |
| Tennis            | 1.000             |
| Volleyball        | 900               |
| Tischtennis       | 875               |
| Baseball          | 500               |
| Rugby             | 475               |
| Golf              | 450               |
| American Football | 400               |
| Basketball        | 400               |

Quelle: Erima (Hrsg.), Die beliebtesten Sportarten in Deutschland und weltweit, 2023
Der weltweit populärste Zuschauersport ist eindeutig Fußball. Wie nur wenige andere Disziplinen gehört der Fußball in fast allen Teilen der Welt zu den beliebtesten Sportarten. Nur in Nordamerika, Australien und Südasien ist der Fußball auf eine untergeordnete Rolle reduziert. Andere annähernd weltweit verbreitete Sportarten sind weitere olympische Sportarten, darunter neben den Kerndisziplinen Leichtathletik und Schwimmen das Boxen und Tennis sowie als Mannschaftssportarten Basketball und Volleyball.
Europas Sportmarkt wird die letzten Jahrzehnte immer stärker vom Fußball dominiert, der mittlerweile in allen europäischen Staaten zumindest die zweitbeliebteste Sportart darstellt. Dies schlägt sich auch in der Berichterstattung und der öffentlichen Förderung nieder. In großem Abstand folgt Eishockey, dicht gefolgt von Handball und Basketball.
Innerhalb Europas gibt es regionale Unterschiede, die teilweise durch Nationalstaaten verlaufen. So ist Eishockey zwar in weiten Teilen Europas beliebt, aber kaum im Süden. Handball in Nordeuropa und Norddeutschland, Basketball und Wasserball im gesamten südeuropäischen Raum bzw. Basketball außerdem insbesondere auch in Litauen, Radsport in West- und Südwesteuropa, Baseball fast nur in den Niederlanden und in Italien, Rugby Union in Westeuropa, Rugby League nur in Großbritannien und Frankreich, Skisport in der Alpenregion und in Nordeuropa, Unihockey in der Schweiz, Tschechien und den skandinavischen Staaten.
In Nordamerika hat sich ein eigenes System von Sportarten entwickelt. Im Mittelpunkt stehen hier vier Mannschaftssportarten, die unter US-Sportarten zusammengefasst werden können. Baseball ist die älteste amerikanische Nationalsportart, musste aber in den 1970ern den Titel der beliebtesten Sportart an American Football abgeben, Basketball und Eishockey stehen hinter diesen, wobei Basketball die beliebtere der beiden ist. Hinter diesen erfreuen sich weitere Mannschaftssportarten wie zum Beispiel Lacrosse, Fußball und Rugby regem Zuspruch.
Mit Rugby und Cricket haben sich zwei weitere Sportarten neben dem Fußball mit dem Commonwealth verbreitet, die weltweit recht populär sind. Rugby Union zum Beispiel im gesamten Ozeanien, Argentinien, Japan, Südafrika aber auch außerhalb des Commonwealth wie in Frankreich und Italien. Cricket zum Beispiel in Indien, Pakistan, Australien und dem südafrikanischen Raum. Trotz dieser Beliebtheit haben die nationalen olympischen Verbände international lange nicht durchsetzen können, dass diese Sportarten olympisch werden. Bei Rugby ist dies allerdings zwischenzeitlich geschehen. Rugby League hat es durch das Commonwealth außerhalb des Mutterlandes nur in Australien und Neuseeland zu einer größeren Sportart geschafft. Die Ausbreitung des Sports wird mit dem anglo-amerikanischen Kulturimperialismus in Zusammenhang gebracht.
In asiatischen Ländern zählen Badminton und Tischtennis zu den beliebtesten Sportarten. Beide Sportarten werden in der Spitze der Weltranglisten von Asiaten dominiert. Sowohl Badminton als auch Tischtennis zählen in Deutschland und in den meisten europäischen Ländern allerdings nur zu den Randsportarten. Lediglich Dänemark stellt eine europäische Ausnahme in der Sportart Badminton dar. Über viele Jahre gehören die Dänen zu den einzigen Europäern, die sich dauerhaft in der Weltspitze festsetzen konnten.

## Abgrenzung
Die Begriffe Sportart und Sportdisziplin werden im allgemeinen Sprachgebrauch nicht immer systematisch unterschieden. Zum Teil werden unterschiedliche Sparten eines Sports, z. B. die Varianten Straßenradrennen, Bahnradfahren, Mountainbike und Kunstradfahren des Radsports als eigenständige Sportarten betrachtet, zum Teil jedoch auch als Disziplinen der Sportart Radsport. Die Einerverfolgung wäre demzufolge entweder eine Disziplin der Sportart Bahnradfahren oder eine Teildisziplin der Disziplin Bahnradfahren.